# نفرتوم
نفرتوم في الديانة المصرية القديمة هو إله، وابن بتاح وسخمت. صور بهيئة صبي يزدان رأسه بزهرة البشنين وريشتين عاليتين. وتخيله عباده زهرة بشنين مفتوحة.

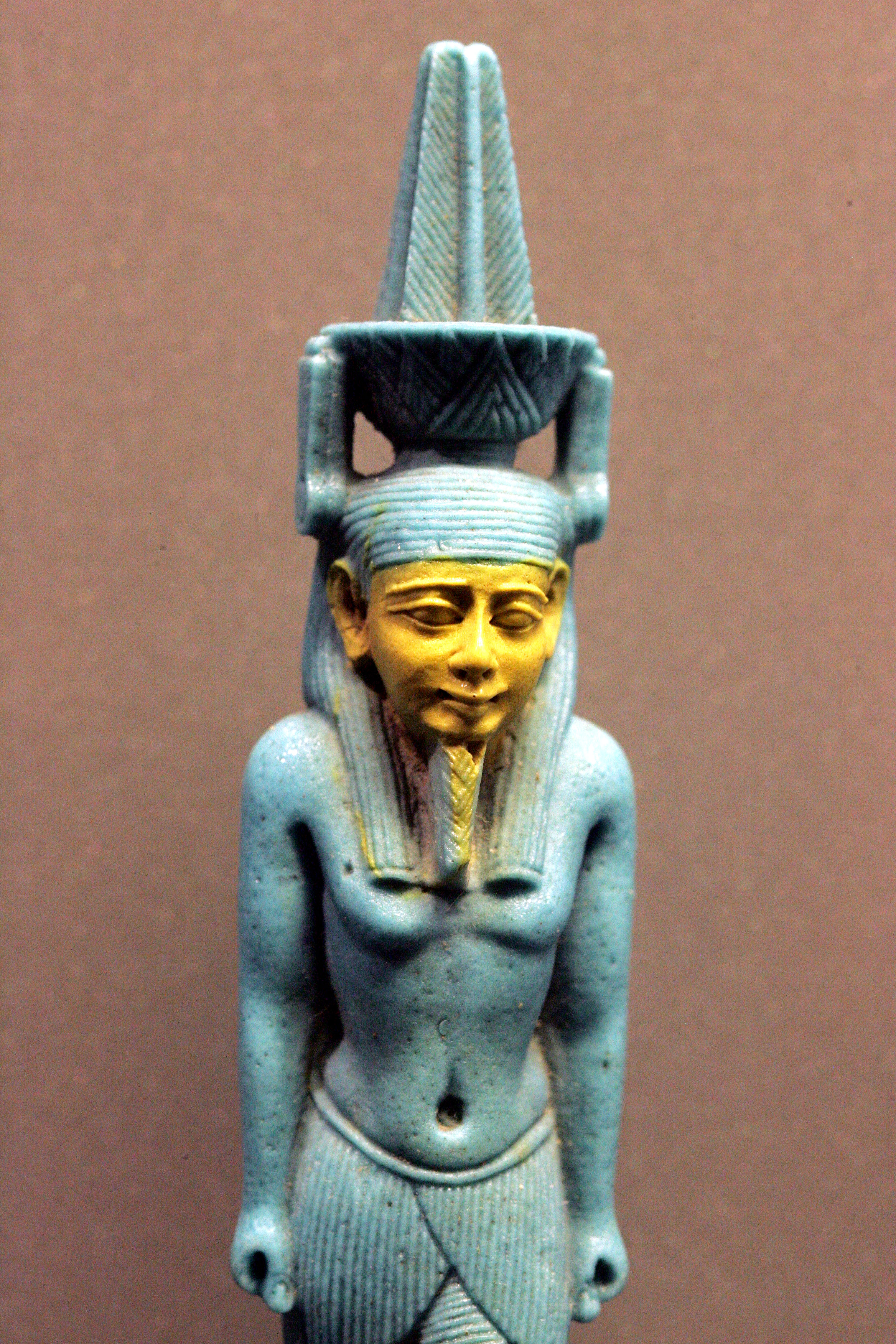
نفرتوم
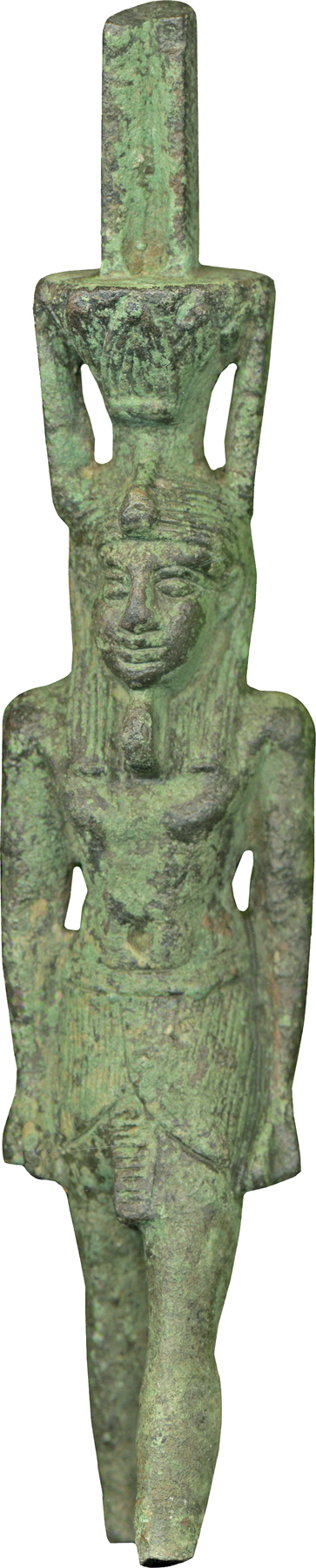
نفرتوم